# Now What (альбом)
Now What (с англ. — «и что теперь?») — второй студийный альбом исполнительницы Лизы Марии Пресли, выпущенный в 2005 году.

## Список композиций
- I’ll Figure It Out — 4:28
- Turbulence — 3:28
- Thanx — 3:56
- Shine Feat (Pink)— 4:26
- Dirty Laundry — 4:10
- When You Go — 4:10
- Idiot — 4:11
- High Enough — 4:36
- Turned To Black — 5:27
- Raven — 5:03
- Now What — 7:02

## В записи участвовали
- Дон Хенли (кавер-версия трек — Dirty Laundry)
- Pink
- Линда Перри (из 4 NON BLONDES)
- Стив Джонс (гитарист из SEX PISTOLS)